# 高铁生
高铁生（1940年6月—），男，山东乳山人，中华人民共和国政治人物，先后毕业于中国人民大学经济学系本科，中国社会科学院研究生院世界经济学系硕士、比较经济学系博士研究生毕业。曾任国家物价局政研室副主任、国家计委市场司副司长、司长，国家粮食储备局局长、党组书记，中国储备粮管理总公司党组书记、总经理。现任中国人民大学兼职教授，博士生导师。